# Vasilisa la hija del sacerdote
Vasilisa, la hija del Sacerdote (Afanásiev 131-133) es un cuento de hadas ruso recopilado por Aleksandr Afanásiev en su colección Narodnye russkie skazki.

## Sinopsis
La hija de un sacerdote vestía ropa de hombre, montaba a caballo y sabía disparar un arma. Un día, el rey vio a este "jovencito", pero sus sirvientes insistieron en que en realidad se trataba de una chica. El rey no les creyó y escribió al sacerdote pidiéndole que su "hijo" cenara con él. El sacerdote envió a su hija a la casa del rey. Antes de su llegada, el rey consulto con una bruja para conocer la verdadera identidad del joven. La bruja le aconsejo que realizara varias pruebas, como colocar un bastidor de bordado y un arma en una pared, y observar cuál de los dos objetos atraía primero la atención de la persona; si notaba el primero, era una muchacha; si era el arma, era un varón. El "joven" supero todas las pruebas, pero el rey seguía tenía teniendo dudas. Tras varios intentos, el rey pidió finalmente que el joven se bañara con él. El joven aceptó, y mientras se desvestía, el joven también lo hizo, se bañó rápidamente y escapo, dejando una nota que decía:

«Ah, Rey Barkhat, cuervo que eres, ¡no pudiste sorprender al halcón en el jardín! Pues no soy Vasili Vasílievich, sino Vasilisa Vasílievna»
Afanásiev - 133

## Tópicos literarios
La figura de la mujer disfrazada de hombre aparece en otros cuentos de hadas como Belle-Belle ou Le Chevalier Fortuné de Madame d'Aulnoy; Costanza / Costanzo de Giovanni Francesco Straparola; Las tres coronas de Giambattista Basile y Fanta-Ghiro la hermosa de Italo Calvino.